# 巴黎公社
巴黎公社（法語：Commune de Paris，發音：[kɔmyn də paʁi]）是一个在共和历79年风月27日（格里历1871年3月18日，正式成立的日期为同年的3月28日）到牧月8日（5月28日），统治巴黎并且宣布要接管法国全境的政府。由于公社卫队杀了两名法国将军，加上公社拒绝接受法国当局的管理，最终导致了被称为“流血周”的严厉镇压。由于评论者意识形态的不同，对公社的描述存在很大分歧，资本主义者或中間派认为它是无政府主义性质；而社会主义者则认为它是社会主义的早期实验；更有人认为巴黎公社標誌當代世界政治左翼運動崛起與光輝起始里程碑，影響廣大深遠。俄罗斯无政府主义之父巴枯寧认为公社既没有依赖于一个先锋队，也没有掌控国家或者企图建立一个新的革命政府，所以它实际上还是无政府主义。但卡尔·马克思认为公社是对其国家理论的一个有力证明，因为巴黎公社建立了镇压资产阶级的军队。马克思主义历史學家認為巴黎公社是1917年俄國革命的先驅。

## 背景
导致巴黎公社起义的直接原因是法国在普法战争中的惨败。起义有两个根本原因：一方面是战争的惨败，另一方面，是由于法国工人阶级持续不满，上可追溯到19世纪30年代，发生在里昂和巴黎的第一次工人起义。
法国与普鲁士的战争，是于1870年7月由法國皇帝拿破仑三世挑起的，结局却是法军惨败。1870年9月2日，被围困在色当的拿破仑三世下令投降，第二帝国也就随着皇帝的投降而崩溃。9月4日，巴黎爆发革命，宣布成立第三共和国。由资产阶级共和派和奥尔良派分子组成的新政府，称为「国防政府」。普鲁士并不满足于皇帝的投降，继续大举进攻法国。9月19日，普军包围巴黎。多年来不断加剧的贫富分化，再加上当前的食物短缺，军队失败，还有普鲁士军队的不断炮轰终于大大激化了社会各界不满。巴黎市民，特别是工人阶级和下层中产阶级一直希望能建立一个民主共和国。巴黎应该自治，拥有经选举产生的议会，享有与其它法国小城镇同样的权利。最後汇总起来变成建立一个“社会主义民主共和国”。
1871年1月，围城四个月后，执政的国防政府谋求与新宣告成立的德意志帝国签订停火协定。德国人要求在和平协定裡加入一条要让德国军队以凯旋仪式进入巴黎。尽管被围困多日，但许多巴黎市民还是非常愤慨并坚决反对普鲁士（现在已成为新的德国）人以任何仪式宣布佔領他们的城市。 

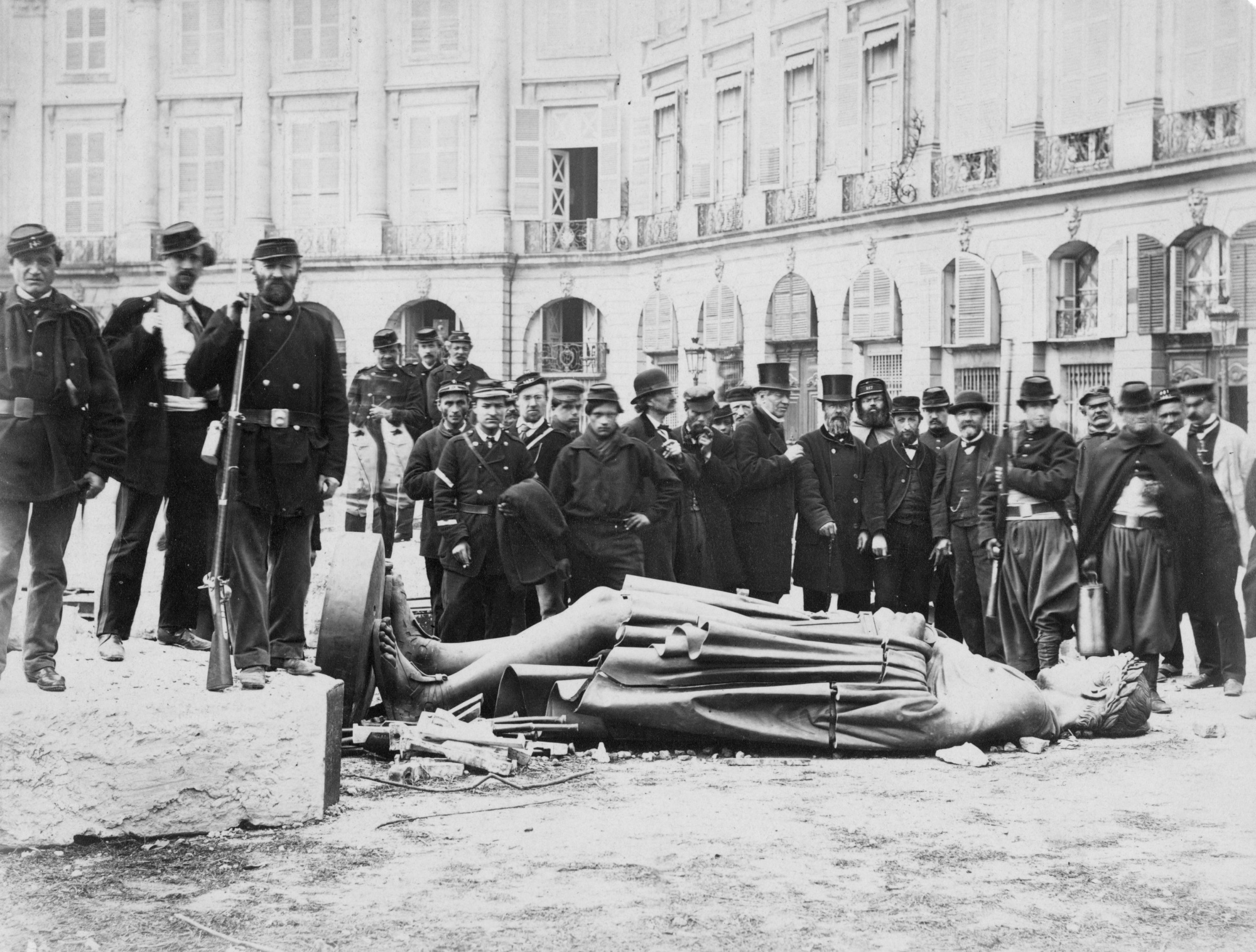
巴黎公社掌权期间摧毁旺多姆圆柱（此图片及其它图片后被用于鉴别和处决公社社员）

当时巴黎有30万市民都是名为“国民自卫军”的市民武装部队的成员，这支部队已极度扩张以协助保卫城市。自卫军选举了他们自己的官员，都是来自于工人阶级，包括激进分子和主张社会主义的领导者。 
他们进一步组建了一个自卫军的“中央委员会”，包括爱国主义者和社会主义者，共同保卫巴黎，击败德国人的进攻，并且保卫共和政体，防止帝制复辟，击败在1871年2月举行的一个支持帝制的多数党的选举以组建新的国民大会。
巴黎人民在失败面前无所畏惧，并已准备好在德军进城后引发的武装冲突中与敌人血战到底。因此，在德军进入巴黎之前，依靠普通工人的协助，国民自卫军已经设法把一大批大炮（他们认为那是属于他们的资产，因为购买这些大炮的资金有一部分是来自于国家发行的公债）搬离了德军必经之路，把它们保存在一些相对安全的地方。其中一个主要的“大炮公园”就在蒙马特尔高地。
阿道夫·梯也尔，新成立的临时政府的首脑，意识到在目前这种不稳定形势下，中央委员会形成了另一个政治和军事权力的中心。另外，他还担心工人们会用国民自卫军的武器把自己武装起来激怒德国人。

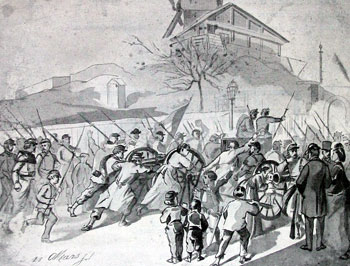
一幅描写妇女和儿童帮助搬运两门国民自卫军的大炮上蒙马特尔高地的现代素描

## 巴黎公社的产生和性质
德军进入巴黎之后，过了很短时间便马上撤离了。但巴黎的高度政治狂热还在继续。帝国政府和临时政府都已离开巴黎去了凡尔赛，一个在德军保护之下的避风港。结果在他们回去之前的那段时间，法国首都出现了一个权力真空。
由于国民自卫军中央委员会采取了一种更加激进的姿态，权威也稳定地增长，政府感到不能无限期地允许它自由支配那400多门大炮。于是，作为第一步，在3月18日，梯也尔命令正规军去夺取存放在蒙马特尔高地及全城其它地方的大炮。士气低落的士兵们不但没有执行命令，反而与国民自卫军和当地居民亲如兄弟。蒙马特尔的克劳德·勒孔特将军被人从马上拉了下来，后来有人作证说他曾命令士兵们向国民自卫军和市民人群开枪，于是被枪毙，同时被处决的还有从附近抓来的一名共和国老兵雅克·莱昂纳尔·克莱芒-托马将军，由于他曾担任过国民自卫军的前任指挥官而为人所痛恨。
其他很多部队也参加了叛乱，于是叛乱迅速扩大，政府首脑梯也尔向所有还服从命令的正规军，警察以及各级行政人员和专家们下达了立即撤退令。他自己抢在别人前面先逃到了凡尔赛。梯也尔說他已经考虑这一策略（“从巴黎撤退以粉碎后面的人民”）很长时间了，是他在反思1848年革命时得出的经验，但很有可能这只是他在惊慌失措中所作的决定。没有证据表明政府曾经预见到或者为现在开始的危机作过任何计划。国民自卫军中央委员会现在是巴黎唯一有效的政府：它组织了于3月26日举行的公社选举。
公社的92名成员（确切地说是“公社议会”）包括了很高比例的技术工人和一些专家（比如医生和记者）。他们中的许多人是政治活跃分子，派别从共和派改良主义者，到各种类型的社会主义者，甚至还有希望恢复1789年法国大革命时期专政的雅各賓黨人。 

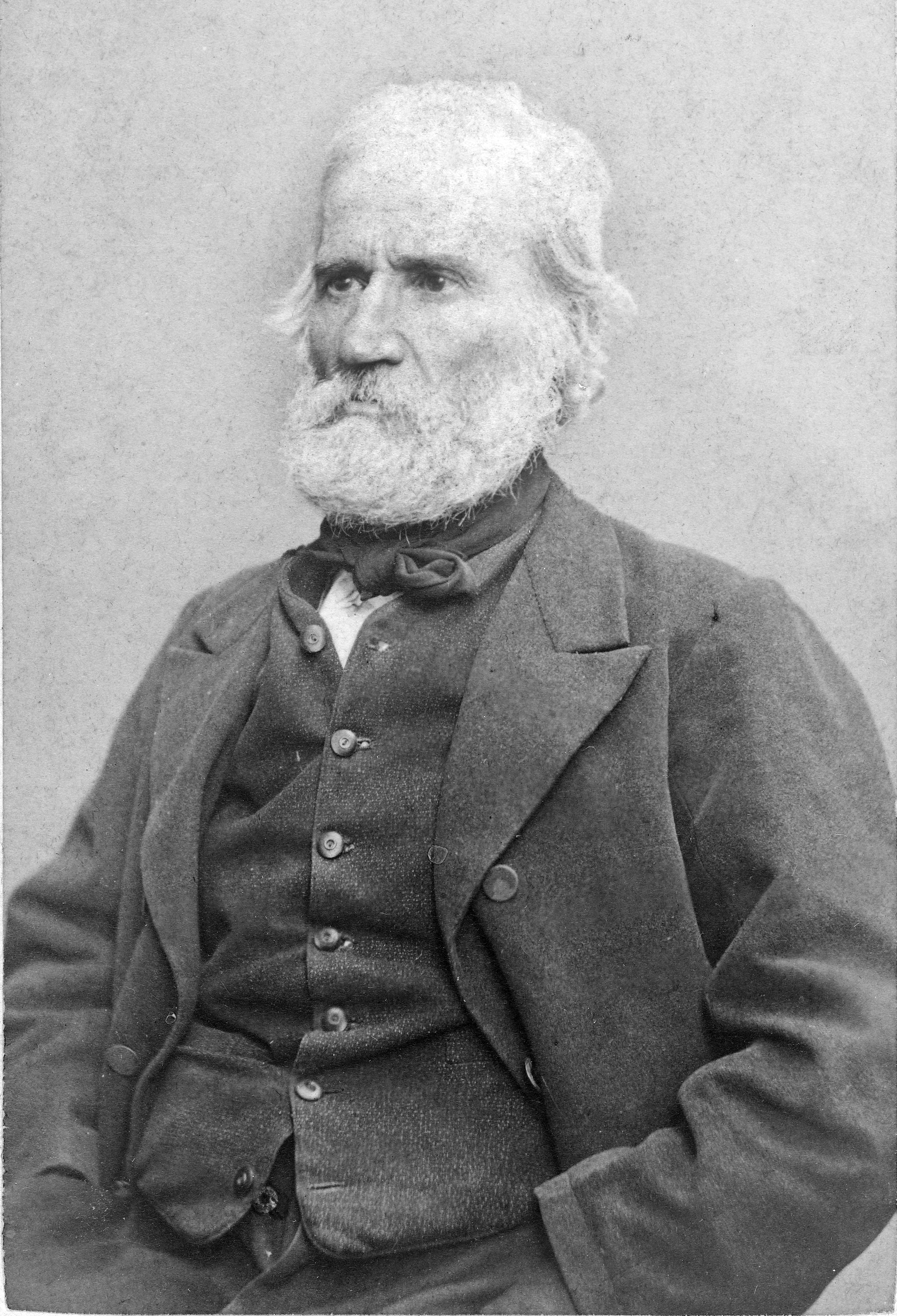
路易·奥古斯特·布朗基

布朗基派领袖路易·奥古斯特·布朗基被选为巴黎公社委员会主席，但他本人并不在场，因为他已经于3月17日被捕，整个巴黎公社活动期间他都被关在一个秘密监狱。公社一开始试图用巴黎总主教乔治·达尔布瓦来换他出狱，后来又用他们拘留的74名人质交换，但均被阿道夫·梯也尔断然拒绝（见下文）。巴黎公社于3月28日宣布成立，但各区经常在围城中与组织脱离关系。

### 社会法案
公社在它短暂的生命期内采用了从前被废弃的法兰西共和国历，并采用象征社会主义的红旗以及第二共和国时期装饰有红边的三色旗作为自己的象征标志，恢复了在第二帝国时期被禁唱的《马赛曲》为国歌。1848年，在法兰西第二共和国期间，激进主义者和社会主义者曾经用红旗以及装饰有红色绶带的三色旗来作为自己的标识，以区别于政治立场中立的共和分子，正如这些中立的持自由主义立场的吉伦特党人在1789年革命期间所做的那样。
尽管内部有许多不同，议会还是在管理一个两百万人的城市的基本公共事务方面做的不错；它也能够在一些政策上达成一致，这些政策的内容倾向于建立一个进步的，长期的以及高度民主的社会民主主义，而并不仅仅是一场社会革命。由于时间短暂（公社只存在了不到60天），只有一部分法令真正得到了实行。它们包括：
- 政教分离
- 妇女选举权
- 在围城期间所欠房租的免除（在此期间支付实际已经被中止）
- 数以百计的巴黎面包店的夜班的废除
- 向在服役期间死亡的国民自卫军的未婚伴侣以及子女发放抚恤金
- 由城市当铺免费发还所有在围城期间被抵押的工人的工具以及最高价值20法郎的生活用品，他们担心技术工人在战争期间被迫典当了他们的工具
- 推迟商业债务的偿还，废除借款利息
- 由工人接管并运营被原主人放弃的企业，将来原主人可以獲得补偿
- 废除官员的高薪制，规定公社委员最高（国民自卫军总司令）年薪不超过6000法郎（相当于当时巴黎中等收入工人的年收入）。

政教分离法令将所有的教堂财产变为公共财产，并且把宗教教育从学校去除；巴黎公社失败之后，法兰西第三共和国一直等到1880-81年费里法和1905年法国法律才重新实行这一法律，它们确立了法国的政教分离原则。公社允许教堂继续从事宗教活动，但条件是他们必须在夜间向公众政治会议开放教堂。与街道和咖啡店一起，教堂成为了公社另一个主要的共同分享的政治中心——情境主义运动在它的建筑主张中不会忘记这一表述。其它计划中的立法还包括教育改革，它使将来的教育和技术培训向所有人免费开放。
一些妇女组织了一个女权运动，继续了1789年和1848年的政治主张。这样，纳塔莉·勒梅尔，一个社会主义的装订工人和伊丽莎白·德米特里耶夫，一个年轻的俄罗斯被放逐者和卡尔·马克思的伙伴于1871年4月11日创建了“保卫巴黎和护理伤员妇女联盟”。鉴于相信她们针对男权制的斗争只能在一场全球的针对资本主义的斗争之中实现，联盟要求性别平等，工资平等，妇女的主动离婚权，世俗指导（非牧师的）权和女孩的专业教育权。她们还要求抑制合法妻子与情妇间的区别，婚生子女与非婚生子女之间的区别，废除妓女——她们实现了关闭“maisons de tolérance”（合法的官方妓院）。妇女联盟还参与了几个市政委员会以及组织了合作工厂。著名形象如路易丝·米歇尔，“蒙马特尔高地的红色处女”参加了国民自卫军，后来被送到新喀里多尼亚，象征着数量很少的妇女在起义事件中的积极参与。国民自卫军的一个妇女营在镇压期间保卫了布兰彻广场（Place Blanche）。
公社领导们的工作负担都非常之大。人们期望议会成员们（他们不是“代表”，而是委任的，理论上来说，随时可以被选举人取消资格）像提出那些立法的法令一样提出一系列行政的和军事的法令。大量的在围城期间在各地区（“quartiers”）为满足社区需要（小卖部，急救站）而建立起来的非正式组织继续兴旺并与公社紧密合作。
同时，这些地方议会通常也在当地工人的指导之下追求他们自己的目标。不管公社议会的正式改革，作为一个整体公社的这些成员们是更加激进的革命者。革命倾向表现为蒲鲁东主义——一种偏中间的无政府主义的早期形式——成分混杂了国际社会主义，布朗基主义，以及更多的自由主义共和派。巴黎公社一直被无政府主义者和马克思主义社会主义者歌颂至今，部分原因也是这种政治趋向的多样性，高度的工人控制和不同革命派别之间的紧密合作。

## 战斗
公社部队，也就是国民自卫军，首先于4月2日与常规军的凡尔赛军展开了一场小规模冲突。双方都没有真正地想要开始一场大规模内战，但双方也都不想谈判。后曾在世纪之交担任皮埃尔·瓦尔德克-卢梭政府下法国战争部长的德·加利费侯爵（与独立社会主义者米勒兰一起），是梯也尔领导下指挥反击的将军之一。 

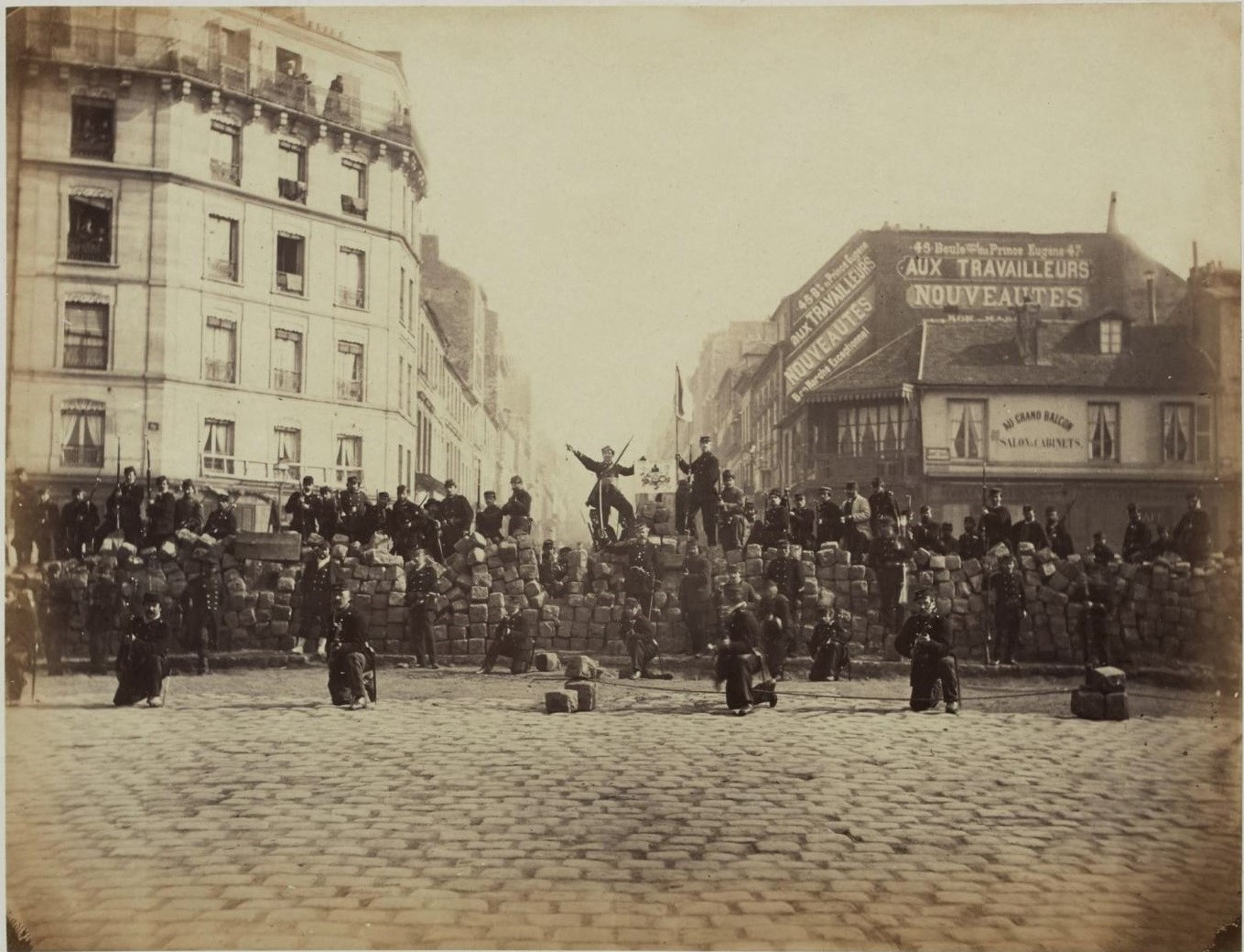
街垒，1871年3月18日

邻近库尔布瓦的市郊於4月2日被政府军攻陷，而公社武装在原已被推迟了的凡尔赛遠征也于4月3日失败了。抵抗与求生变成了首要的考虑，公社领导层作了努力，要把国民自卫军变成一支有效的抵抗力量。
在巴黎的外国政治避难者和流亡者团体也强力支持公社：其中有一位是波兰前军官和民族主义者雅罗斯拉夫·东布罗夫斯基，成为公社最好的将军。

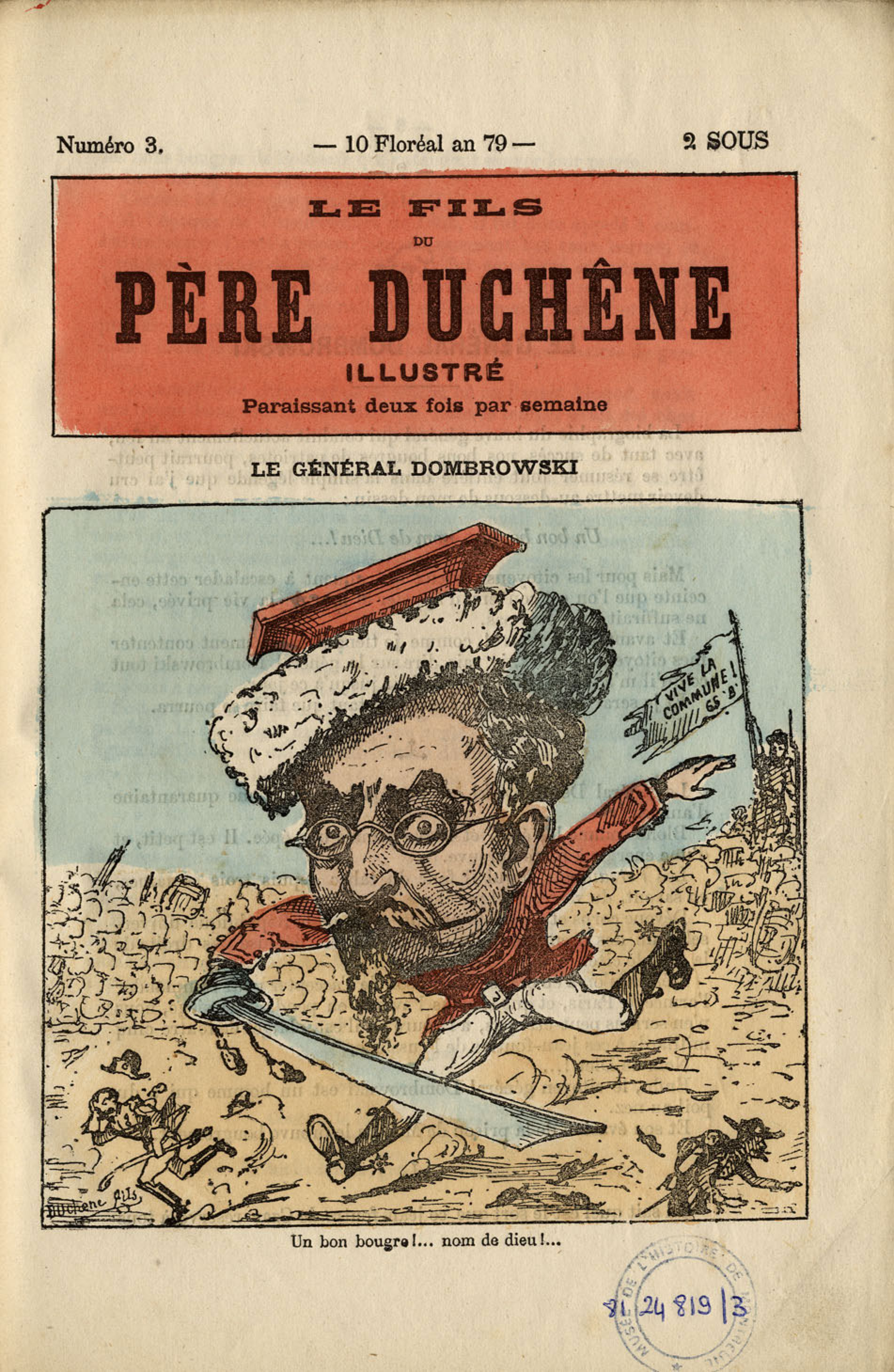
雅罗斯拉夫·东布罗夫斯基，《Le Père Duchênes illustré》杂志封面。

议会完全支持国际主义，为了表示这种兄弟般的情谊，公社认为纪念拿破仑一世胜利的旺多姆圆柱是一个波拿巴主义和大国沙文主义的象征，于是将其拉倒。
在国外，包括德国在内的工会和社会主义组织也举行了集会和并传递了支持信息。但所有从其它法国城市获得真正帮助的希望很快破灭了。梯也尔和他在凡尔赛的内阁设法阻止任何信息从巴黎泄露出去；并且在法国外省及乡下对于大都市的运动一直以来就持一种怀疑性的态度。纳博讷，利摩日和马赛的运动很快就被粉碎了。
随着局势的进一步恶化，议会的一个分支赢得了一场选举（对手是装订商和卡尔·马克思的一个随军记者欧仁·瓦尔兰，以及其它中立派），决定创建一个“公共安全委员会”，模仿1792年雅各宾派建立的同名机构。从理论上来说，它的权力非常之大并且毫不留情，但实际上并非如此有效。 
从四月到五月，政府军的兵力在数量上持续增长——普鲁士释放了法军战俘以帮助梯也尔政府——他们完成了对巴黎外围抵抗力量的分割包围，并将国民自卫军赶回了城里。5月21日，巴黎城墙西部的一道城门被攻陷，凡尔赛军开始夺回巴黎，他们首先占领了繁荣的西部地区，在那里他们受到了那些在停战后没有离开巴黎的市民们的欢迎。据说有一位工程师（他经常为梯也尔政府当间谍）发现城门无人管理，于是把这一情报通知了凡尔赛军。
很强的本地忠诚度在过去曾是公社的一个有利因素，现在却变成了某种不利：没有一个统一的有计划的防御，每个街区为了自己的生存各自为战，最后被一个接一个地攻破。曾经在过去的巴黎革命中使整个街区几乎坚不可摧的狭窄小巷组成的网络，现在已在奥斯曼男爵对巴黎的改造中变成了宽广的大道。凡尔赛军拥有集中指挥和数量上的绝对优势。他们已经学会了巷战的技巧，只需简单地把房屋的墙壁凿穿就可以完成对公社街垒的侧翼包抄。具有讽刺意味的是，只有奥斯曼男爵改造出的那些宽阔的广场和大街，才是他们被抵抗力量的枪炮所阻挡的地带。
在进攻中，政府军应当为对国民自卫军和平民的大屠杀负责：曾经拿过枪的战俘，或者被怀疑为曾经战斗过的人士，都被立即枪决，集体屠杀成了家常便饭。
公社曾经于1871年4月5日颁布过一个“人质法令”，按照该法令，任何凡尔赛军的帮凶都将成为“巴黎人民的人质”，第5条更进一步指出，任何被凡尔赛军处决的战俘或巴黎公社正规政府的游击队员，都将导致三倍的人质被处决。但这一法令实际并没有执行。巴黎公社曾经数次试图用巴黎总主教乔治·达尔布瓦来交换路易·奥古斯特·布朗基，但都被阿道夫·梯也尔断然拒绝，他的私人秘书巴塞洛缪·圣-希莱尔宣称：“活该他们倒楣（tant pis pour eux!）”。公社也作过其它谈判尝试，提议以它控制的全部74名人质来交换布朗基，但也都失败了。最后，在流血周及随后的凡尔赛军的大处决中，泰奥菲尔·费雷（Théophile Ferré）签发了6名人质（包括乔治·达尔布瓦总主教）的处决令，他们于5月24日在火箭监狱被一个班的士兵枪决。奥古斯特·维莫莱尔嘲讽此事（也许是出于幼稚，因为梯也尔已经拒绝了任何谈判）说：“多么漂亮的工作！现在我们已经失去了唯一能制止流血的机会。”泰奥菲尔·费雷本人在梯也尔军队随后展开的报复行动中被处决。
天主教百科全书宣称有超过50名人质于5月24日至5月26日之间被杀害。有些是被公社领导直接下令杀死的，另一些则被死于暴徒之手。在受害者中有巴黎总主教乔治·达尔布瓦。
公社于1871年5月23日下令焚毁巴黎的各主要建筑，包括杜伊勒里宫、卢浮宫、卢森堡宫、巴黎歌剧院、巴黎市政厅、内政部、司法部、王宫、以及香榭丽舍大街两旁的豪华饭店和高级公寓楼，“宁愿见其消亡，也不留给敌人”。

## 流血周
最顽强的抵抗发生在东部的工人阶级区，战斗一直持续，直到最后的巷战。到5月27日，只有极少数的抵抗仍在持续，特别是最贫困的东部地区，如美丽城和梅尼蒙当。战斗到5月28日下午或晚间全部结束。史称“流血周”。
麦克马洪元帅签署了一项公告：“巴黎居民们，法国军队来解救你们了。巴黎自由了！四点钟的时候，我们的士兵们占领了最后一处暴动据点。今天战斗结束了。秩序、工作和安全将被重建。”
严厉的报复随即展开。以任何方式支持过公社的行为都被视为政治犯罪，数千人被起诉。一些公社社员在拉雪兹神父公墓的公社社员墙边被枪决，而数千人被临时拼凑的简易军事法庭判决并枪杀。大屠杀的地点包括：卢森堡花园和别墅宾馆后面的Lobau军营。另外还有将近40,000人被押往凡尔赛接受审判。男人、女人和儿童排成长队在军队的监视下经过几天几夜的长途跋涉去往凡尔赛的临时监狱。随后，12,500人被审判，大约10,000人被判定有罪：23人被处决；许多人被判监禁；4,000人被放逐到新喀里多尼亞。在流血周期间的死亡人数一直无法得到准确的数字，而各种估计值从10,000到50,000都有。据康乃爾大學教授本尼迪克特·安德森说，“7,500人被监禁或者流放”，“大约20,000人被处决”。
据阿尔弗雷德·柯班说，30,000人被杀害，也许还有多达50,000人随后被处决或者监禁，7,000人被流放到新卡里多尼亚。另外还有数千人——包括大部分的公社领导——成功地逃亡到了比利时、英国、意大利、西班牙和美国。最后流放者和逃亡者于1880年获得了特赦。一些人在之后的政治生涯中还很杰出，成为了巴黎市议员、代表或者参议员。 
1872年，“制定了严格的法律以防止一切左翼组织产生的可能。”对于被监禁的人，有一条1880年的特赦，除了那些由于暗杀或者纵火被判刑的人之外。巴黎继续保留军事法律达五年。

## 公社反思
卡尔·马克思认为，公社“浪费了宝贵时间”去组织民主选举，而不是迅速地消灭凡尔赛军，是一件非常遗憾的事情。法兰西国家银行就位于巴黎市，存放着数以十亿计的法郎，而公社却对此原封不动也未派人保护。他们向银行请求借钱，卡尔·马克思認為他们应该毫不犹豫地全部没收银行的资产。公社为防備谴责而选择不去没收银行的资产。结果银行资产被搬运到了凡尔赛武装凡尔赛的军队。
共产主义者，左翼社会主义者，无政府主义者以及其他人把巴黎公社视为解放社会的原型或者预示，因为它的政治系统是基于包括草根阶层在内的人人参与的民主（participatory democracy）。马克思和恩格斯，巴枯宁，以及后来的列宁和托洛茨基都试图从巴黎公社很有限的经验中吸取理论上的教训（特别是关于“无产阶级专政”和“政权消逝（withering away of the state）”）。更加务实的教训出自一名记者爱德蒙·德·龚古尔之手，他在流血周三天之后写道：“…血腥镇压非常彻底，像这样杀死所有敢于反抗者的流血事件，将推迟下一次革命爆发的时间…旧社会至少为自己又争取到了二十年的和平时间…”
卡尔·马克思在他写于巴黎公社期间的著名小册子《法兰西内战》中赞扬了公社的成就，并把它描述为未来的革命政府的原型，无产阶级终于发现了获得解放的形式。
马克思写道：“工人的巴黎及其公社将永远作为新社会的光辉先驱受人敬仰，它的英烈永远铭记在工人阶级的伟大心坎裡。那些杀害它的刽子手们已经被历史永远钉在耻辱柱上，不论他们的教士们怎样祷告也不能把他们解脱。”.
恩格斯附和这一观点，他补充：没有常规军，区域自治以及其它措施，标志着公社不是旧体系下的“国家”，而是一个过渡形式，向着废除国家的目标前进的一种形式，他使用的这一著名名词后来被列宁和布尔什维克采用：公社是第一个“无产阶级专政”，也就是说它是由工人运作的并且符合工人的利益。但马克思和恩格斯对公社也并不是一味颂扬。马克思主义和无政府主义在1872年的第一国际海牙会议的决裂部分归因于马克思的观点，他认为：如果公社对反动派采取更加严厉的措施，开始征兵，在革命指导下进行集中决策的话，公社是可以存活下来的。而分歧的另一边，反威权的社会主义者不同意共产主义者的观点，共产主义者倾向于迅速夺取政权，建立一个临时过渡政府，而无政府主义者认为应该像巴黎公社一样进行罢工和通过分散的工人议会使国家解体。
巴黎公社后来经常被许多左翼领导人提起。毛泽东曾常提到它。列宁也赞同马克思的观点，认为公社是“无产阶级专政”的生动样板，但同时，列宁也批评公社“在中途停了下来，……一味幻想在国内树立一种最高的公理，……没有夺取像银行这样的机构”。他认为他们“过于宽大”，没有及时去消灭阶级敌人。苏联的宇宙飞船上升一号携带了巴黎公社的部分标牌。布尔什维克把一艘甘古特級戰艦“塞瓦斯托波尔”号更名为“巴黎公社”号。

## 批评
保守派作者通常都激烈地批评巴黎公社。事发当时美国驻法国大使伊莱休·B·沃什伯恩的日记被历史学家大卫·麦卡洛的书《伟大旅程》大段引用，以說明公社社员是一帮“强盗、杀手和暴徒”：“我实在没有足够的时间来写出我的憎恶……（他们）威胁要毁灭巴黎，把所有人在投降之前烧死在废墟中”。事实上在战斗中，社员们放火烧掉了杜伊勒里宫、卢浮图书馆、市政廳、司法宫、警察府、王宫和很多其他地方，还有人去烧巴黎圣母院不过被扑灭了。从市政廳到法国银行的下水道被埋上地雷，当时在巴黎的英国人埃德温·蔡尔德（Edwin Child）写道：“女人都像疯虎一样，到处洒汽油，越是怒火旺盛就越光荣似的。”近来有一些研究者提出，关于这些女纵火者（或按法文写法“pétroleuses”）的记述是虚构的。利萨加雷写道，因为这些指控，有数百名女工在5月下旬被当作纵火犯谋杀了。他还认为必须指出，对血腥一周中造成巴黎变为废墟的各处大火，法军炮火要负一半责任。沃什伯恩还试图救出公社手中的人质，其中六人在最后战斗阶段被处决。沃什伯恩还写道：公社“犯下史无前例的罪行”，军队则“进行了可怕的报复”。

## 平反
巴黎公社遭到镇压后，梯也尔任命的凡尔赛军总司令麦克马洪亲自为圣心教堂揭幕，感谢上帝保佑他们镇压了巴黎公社。此后，法国历史书均从法兰西第二帝国直接跳到法兰西第三共和国，巴黎公社被严令禁止提及，不得进入教科书。
1879年3月3日，国民议会对巴黎公社社员实施部分赦免。后来，应雨果等人呼吁，国民议会于1880年7月11日颁布“全面大赦”。但这两次赦免都建立在巴黎公社社员“犯有罪行”的前提下。1880年“全面大赦”后，“流血周”幸存者们结束国外放逐或流亡生活，回到法国，成立了巴黎公社老战士“兄弟会”。
1960年代，法国“巴黎公社协会”成立，宗旨是捍卫巴黎公社理想、继承巴黎公社精神。1981年法国社会党在大选中获胜，新任总理皮埃尔·莫鲁瓦于当年5月前往巴黎公社社员墙祭奠五月流血周的受害者并献上花圈。2011年，巴黎公社协会要求法国当局为巴黎公社公开平反。到2013年，一些社会党和法国共产党议员多次联合推出为巴黎公社平反的备忘录提案。
2016年11月29日，国民议会依据《宪法》34-1条款通过第907决议，由议长克洛德·巴尔托洛内签署“为所有遭镇压的1871年巴黎公社社员平反”。此次平反是由一批来自社会党等党派的左翼议员提出，极右翼的国民阵线等党派的议员反对，经过两个小时辩论，最终左翼议员胜利。支持该提案的社会党与环保改革派领袖布鲁诺·勒鲁及巴黎议员称，“这一庄严行动”是在“尽历史责任”，“此举旨在给那些为自由不惜被立即处死和受到不公正判决的妇女和男子以荣誉和尊严。”

## 主要领导人
- 欧仁·瓦尔兰
- 路易·奥古斯特·布朗基
- 夏尔·德莱克吕兹
- 弗兰克尔·列奥
- 欧仁·鲍狄埃

## 图集

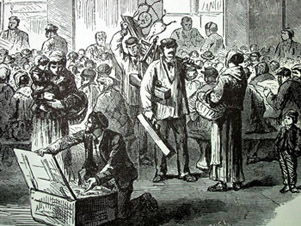
公社发还在围城期间被抵押的工人工具
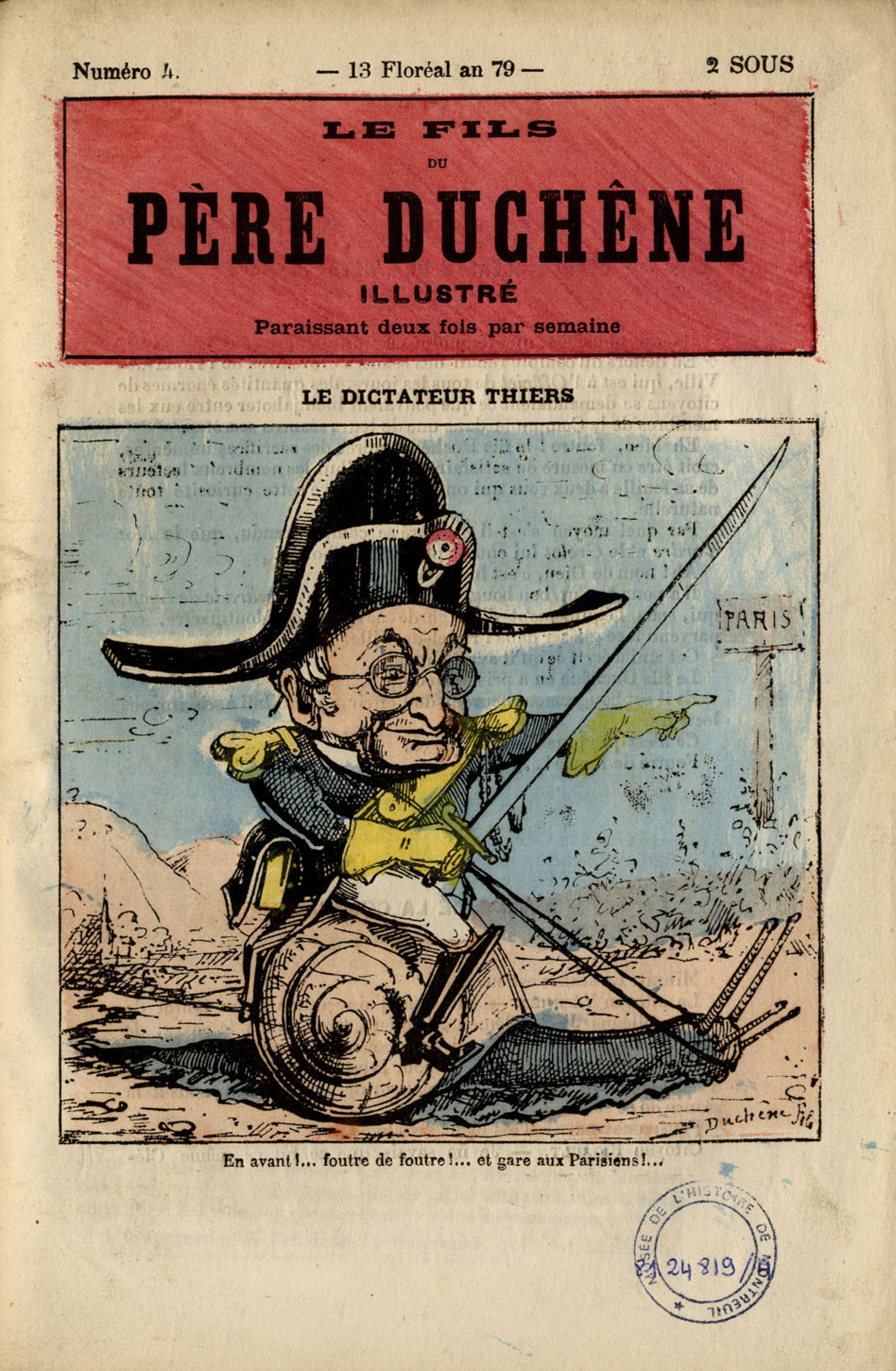
阿道夫·梯也尔向公社社员冲锋，《Le Père Duchênes illustré》杂志封面
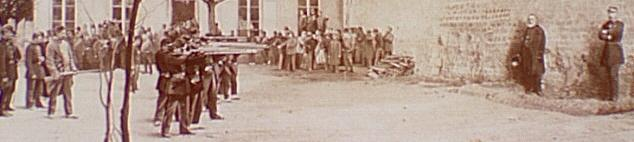
部队参与叛乱后，勒孔特和托马将军在蒙马特尔高地被枪毙（场景再现照片，非真实照片）
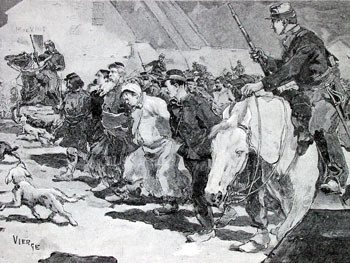
公社囚犯被送往凡尔赛：来自一本当代说明杂志
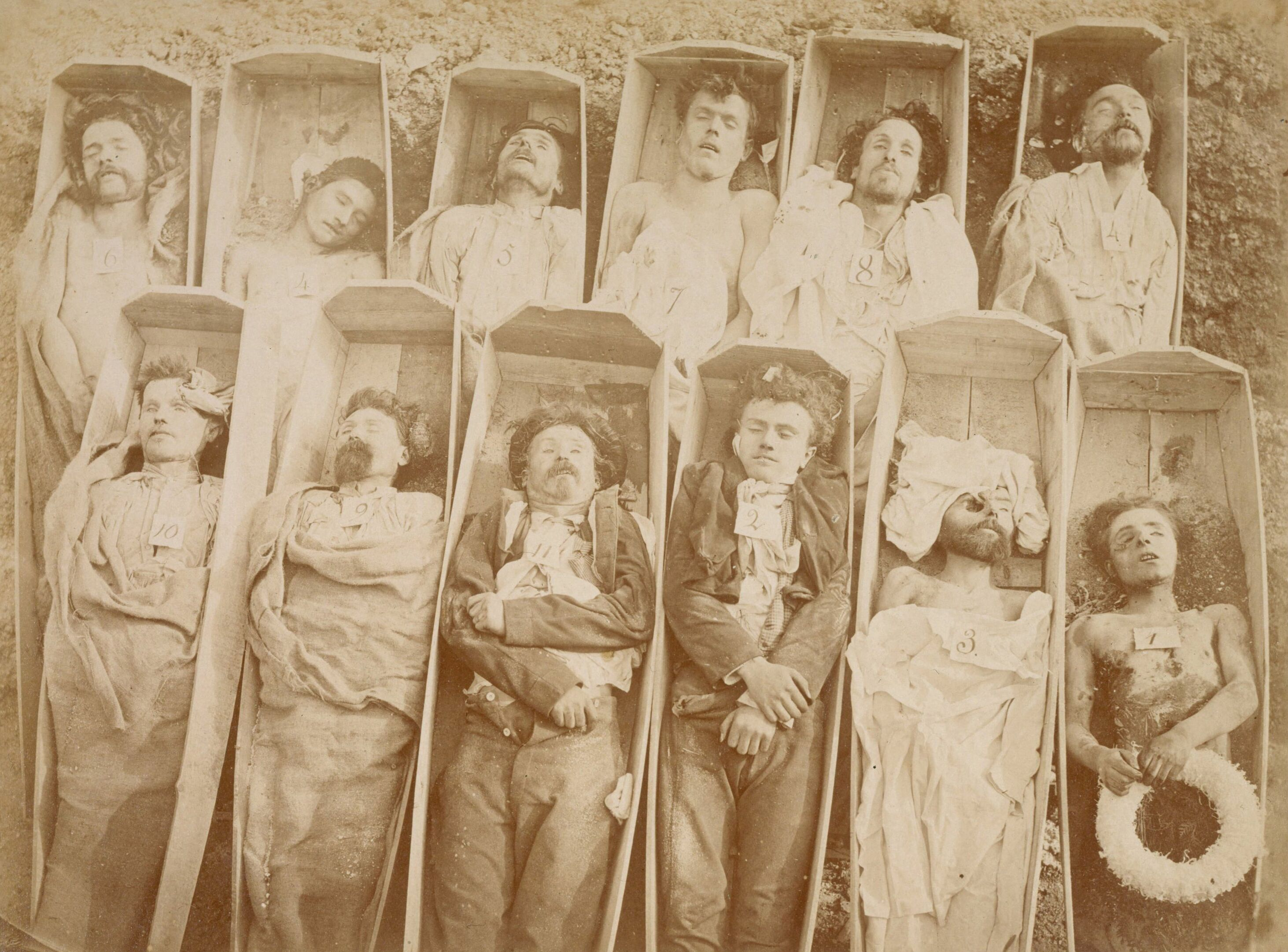
公社社员在1871年被杀害。
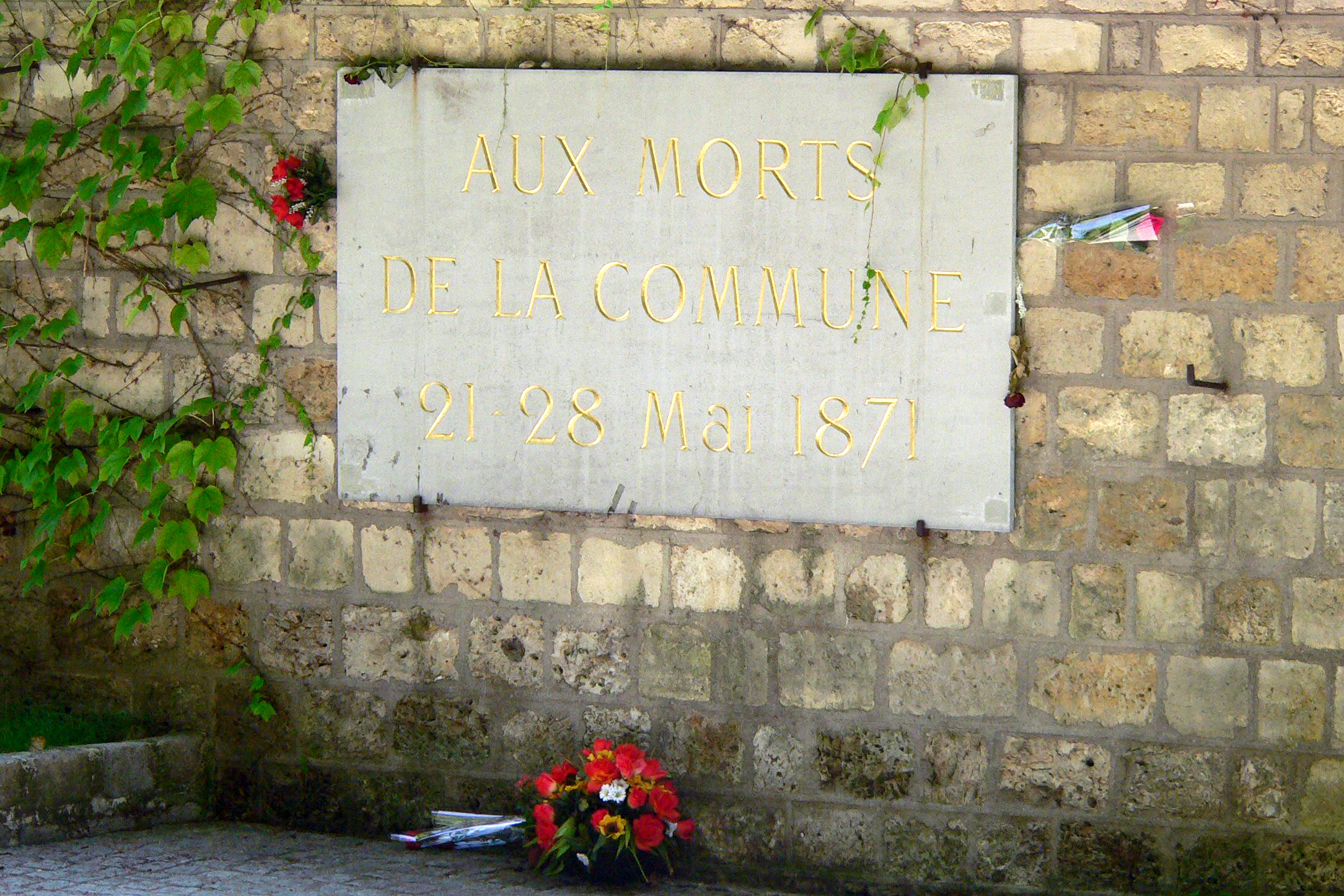
在拉雪兹神甫公墓裡纪念公社烈士的铭牌。